# Felix Welti
Felix Welti (* 17. Mai 1967 in Wien) ist ein deutscher Rechtswissenschaftler.

## Werdegang
Nach dem Abitur an der Stormarnschule in Ahrensburg studierte Welti an der Universität Hamburg von 1989 bis 1993 Rechtswissenschaften. Danach war er dort wissenschaftlicher Mitarbeiter bei Hans Peter Bull sowie Gerhard Igl und schloss seine Promotion 1997 mit einer Arbeit über die soziale Sicherung der Abgeordneten des Deutschen Bundestages und der Landtage ab. Nach Ablegung der Großen juristischen Staatsprüfung 1998 war er wissenschaftlicher Assistent am Institut für Sozialrecht und Sozialpolitik in Europa der Universität Kiel (Gerhard Igl). Im Jahr 2005 wurde er mit der Schrift „Behinderung und Rehabilitation im sozialen Rechtsstaat“ für Öffentliches Recht, einschließlich Europarecht, Sozial- und Gesundheitsrecht habilitiert. Anschließend lehrte er an den Universitäten Kiel, Frankfurt am Main und Oldenburg. Von 2007 bis 2010 war er Professor an der Hochschule Neubrandenburg; seit 2010 ist er Professor am Fachbereich Humanwissenschaften der Universität Kassel. Er ist Mitglied des Direktoriums und einer der beiden Sprecher des Forschungsverbunds Sozialrecht und Sozialpolitik (FoSS) der Universität Kassel und der Hochschule Fulda.
Felix Welti ist ehrenamtlicher Richter am Bundessozialgericht und war von 2008 bis 2020 Richter am LVerfG Schleswig-Holstein.
Welti ist verheiratet und hat eine Tochter.

## Schriften (Auswahl)
- Die soziale Sicherung der Abgeordneten des Deutschen Bundestages, der Landtage und der deutschen Abgeordneten im Europäischen Parlament, Berlin 1998 (Duncker & Humblot, Beiträge zum Parlamentsrecht, Bd. 45), Dissertation Hamburg 1997, ISBN 978-3-428-09403-5
- Behinderung und Rehabilitation im sozialen Rechtsstaat – Freiheit, Gleichheit und Teilhabe behinderter Menschen (Habilitationsschrift), Tübingen 2005 (Mohr Siebeck, Jus Publicum Bd. 139), ISBN 978-3-16-148725-5
- (mit Gerhard Igl) Sozialrecht – Ein Studienbuch, 8. Auflage (vormals: Schulin/Igl), Neuwied, nunmehr: Nomos, Baden-Baden, 2007, ISBN 978-3-8329-6127-5
- (als Herausgeber:) Das Rehabilitationsrecht in der Praxis der Sozialleistungsträger, Berlin, 2009, ISBN 978-3-643-10156-3
- (mit Gerhard Igl) Gesundheitsrecht: Eine systematische Einführung, 2018, 3. Auflage 2018 ISBN 978-3-8006-5422-2